# Engaeus rostrogaleatus
Engaeus rostrogaleatus é uma espécie de crustáceo da família Parastacidae.
É endémica da Austrália.